# Adelheid van Hongarije
Adelheid van Hongarije (ca. 1040 - 27 januari 1062) was de tweede echtgenote van hertog Vratislav II van Bohemen. 
Adelheid was een dochter van koning Andreas I van Hongarije en van Anastasia van Kiev. Zij trouwde in 1057 met Vratislav. Dit huwelijk bevestigde de Hongaarse steun aan Vratislav, die met die steun zijn verloren hertogdom in Olomouc terug kon winnen. Zij kregen de volgende kinderen:
- Břetislav II van Bohemen (   - 1100);
- Judith (    - 1086), gehuwd met hertog Wladislaus I Herman van Polen;
- Vratislav (gedood 19 november 1061);
- Ludmilla, non.[1]